# Opsiphanes zelys
Opsiphanes zelys är en fjärilsart som beskrevs av Anton Heinrich Fassl 1918. Opsiphanes zelys ingår i släktet Opsiphanes och familjen praktfjärilar. Inga underarter finns listade i Catalogue of Life.